# クラウス・キンケル

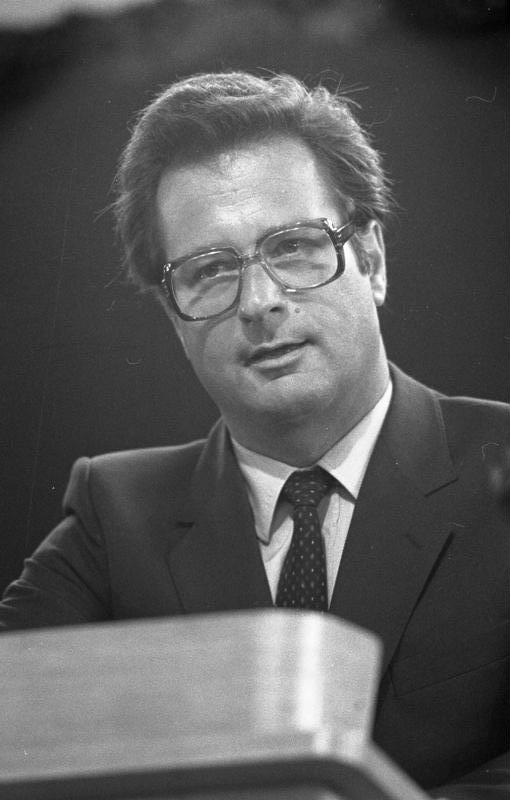
BND長官当時のキンケル（1981年）

クラウス・キンケル（Klaus Kinkel, 1936年12月17日 - 2019年3月4日）は、ドイツの政治家。所属政党は自由民主党（FDP）。連邦情報局(BND)長官（1979‐82年）、法務大臣（1991‐92年）、FDP党首（1993‐95年）を経て、ハンス・ディートリヒ・ゲンシャーの後任として1998年まで副首相兼外相を務めた。

## 経歴
バーデン＝ヴュルテンベルク州メッツィンゲン生まれ。父親は内科医。同州ヘヒンゲンで育つ。1956年アビトゥーアに合格し、テュービンゲン大学、ボン大学、ケルン大学で法学を学び、司法修習生となる。1964年法学博士号取得。1965年に国家司法試験合格。バーデン＝ヴュルテンベルク州政府に就職しバーリンゲン郡庁に勤務。1968年内務省に転じる。1970年から74年まで、ゲンシャー内相の個人補佐官、ついで大臣官房長を務める。1974年にゲンシャーが外務大臣に転じると、同省指導部長、1979年に計画部長を務める。
1979年、第3代BND（連邦情報庁）長官に就任。1982年10月、内務事務次官に転じる。1990年のドイツ連邦議会選挙後、1991年1月18日に第4次ヘルムート・コール内閣の法務大臣に就任。こうした栄達には長年仕えた上司ゲンシャーの後押しがあった。同年ゲンシャーが党首を務める自由民主党（FDP）に入党。ゲンシャーの引退を受けて、1992年5月18日に後任の外務大臣に就任。さらに同党のユルゲン・メレマン連邦副首相の辞任を受けて、1993年1月21日にはその後任に就任。同年6月の党大会で、入党わずか2年にしてFDP党首に選出される。副首相としてドイツ再統一直後の国内安定化の、そして外相として冷戦構造崩壊後の国際政治への対応の責任者となった。
1994年の連邦議会選挙で連邦議会議員に初当選。しかし党首としての業績は全く芳しいものではなく、連立与党であるドイツキリスト教民主同盟と最大野党ドイツ社会民主党の間に埋没してしまい、連邦議会・州議会合わせて14の選挙に敗北、12の州議会選挙で議席を失い、党勢は大きく後退した。東西ドイツ統一時にはゲンシャーの個人的人気もあり旧東ドイツからの新規加入で党員が17万人と倍増したが、キンケルが党首に就任した時には既に半減、ブームに終わってしまったことが大きかった。責任を取る形で1995年の任期切れと共に党首を退いた。1998年の連邦議会選挙の結果を受けて10月18日にヘルムート・コール政権が退陣、キンケルも副首相・外相を退任した。キンケルは2002年の連邦議会選挙に出馬せず、政界を引退した。
政界引退後は弁護士として活躍する傍ら、身体障害者支援などの社会活動にも関わった。妻との間に3児をもうけたが、娘の一人は交通事故で死去した。
2019年3月4日に82歳で死去。